# الحدود الجيبوتية اليمنية

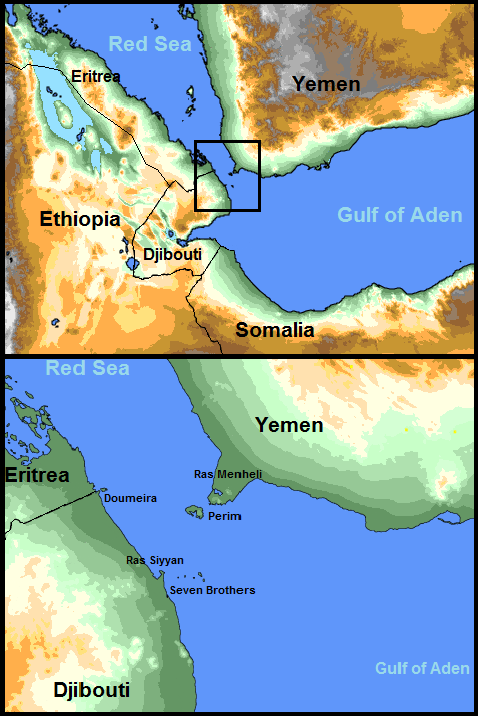
مضيق باب المندب والذي يفصل جيبوتي واليمن.

الحدود الجيبوتية اليمنية هي حدود بحرية تقع بين جمهورية جيبوتي والجمهورية اليمنية، حيث يفصل بين البلدين مضيق باب المندب. تعتبر هذه الحدود ذات أهمية استراتيجية كبيرة نظرًا لموقعها الجغرافي الذي يربط بين البحر الأحمر وخليج عدن.

## الموقع الجغرافي
تقع الحدود البحرية الجيبوتية اليمنية في المنطقة الجنوبية من البحر الأحمر، حيث يلتقي المضيق بمياه خليج عدن. يبعد أقرب نقطة بين البلدين حوالي 30 كيلومترًا من رأس منهالي في الساحل الآسيوي، إلى رأس سيان على الساحل الإفريقي عبر مضيق باب المندب، الذي يُقسم إلى قناتين بين جزيرة بريم (مَيّون): القناة الشرقية التي تعرف باسم باب إسكندر عرضها 3 كم وعمقها 30 متر أما القناة الغربية واسمها دقة المايون فعرضها 25 كم وعمقها يصل إلى 310 متر.

### الجزر
توجد عدة جزر ضمن نطاق الحدود البحرية بين جيبوتي واليمن، أبرزها:
- جزيرة بريم (مَيّون): تقع تحت السيادة اليمنية وتعتبر ذات موقع استراتيجي في وسط مضيق باب المندب.
- جزر الأشقاء السبعة: وهي مجموعة جزر تقع بالقرب من السواحل الجيبوتية وتتميز بتنوعها البيئي.

## الأهمية الاستراتيجية
تكمن أهمية الحدود البحرية بين البلدين من أهمية مضيق باب المندب حيث يحتل الرتبة الثالثة عالميا من حيث عبور موارد الطاقة، بعد مضيقي ملقا وهرمز، حيث تمر منه معظم صادرات النفط والغاز الطبيعي من الخليج العربي، التي تعبر قناة السويس أو خط أنابيب سوميد. ووفق معطيات وكالة إدارة معلومات الطاقة الأميركية لعام 2018، يمر عبر "باب المندب" نحو 6.2 ملايين برميل يوميا من النفط الخام والمكثفات والمنتجات البترولية المكررة باتجاه أوروبا والولايات المتحدة، وإلى الأسواق الآسيوية مثل سنغافورة والصين والهند، وذلك بما يعادل حوالي 9% من إجمالي النفط المنقول بحرا في العالم، ويشمل النفط الخام والمنتجات البترولية المكررة. ويقدر عدد السفن التي تمر عبره بأكثر من 21 ألفا سنويا، بما يعادل 57 سفينة يوميا. أيّ حوالي 10% من حركة التجارة العالمية.

## العلاقات بين جيبوتي واليمن
تربط جيبوتي واليمن علاقات تاريخية وثقافية قوية، حيث تجمع بين شعبيهما روابط لغوية ودينية. ومع ذلك، فإن التحديات الجغرافية والسياسية أثّرت على هذه العلاقات. وفي 22 فبراير 2008 كُشف عن مخطط لإنشاء جسر بحري يربط بين اليمن وجيبوتي عبر المضيق، بالإضافة إلى زوج من المدن التوأم المقترحة لربط آسيا وإفريقيا. 

## الاتفاقيات والحدود البحرية
لا توجد اتفاقية رسم حدود بحرية رسمية بين جيبوتي واليمن، ولكن التعاون البحري بين البلدين يتمحور حول تسهيل حركة السفن وحماية المضيق من التهديدات. تلعب الاتفاقيات الدولية حول القانون البحري، مثل اتفاقية الأمم المتحدة لقانون البحار دورًا في تنظيم استخدام المضيق.